# 濱西七海
濱西 七海（はまにし ななみ、1998年7月1日 - ）は、日本の女子バスケットボール選手である。ポジションはシューティングガード。WKBLの龍仁サムスン生命ブルーミンクス所属。

## 来歴
埼玉県出身。
小学生時代はミニバスチームに在籍。リベロ狭山⇒狭山スターズ。
中学は所沢市立山口中学校に越境で通学。全中に出場、３年時は３位。
東京成徳大学高校から順大に進み全国大会を経験。
2021年、山梨クィーンビーズに加入。
2025年オフ山梨を退団。WKBLアジアクォータードラフトにて龍仁サムスン生命ブルーミンクスに全体8位で指名される。